# Ivan Prijatelj
Ivan Prijatelj, slovenski literarni zgodovinar, kulturnopolitični zgodovinar, prevajalec, teoretik in esejist, * 23. december 1875, Vinice pri Sodražici, † 23. maj 1937, Ljubljana.

## Življenje
Rodil se je očetu Francetu in materi Marjeti (roj. Boh). Prijateljevi starši so imeli majhno kmetijo, ukvarjali pa so se tudi z izdelovanjem suhe robe. V šolo je začel hoditi šele pri devetih letih, po treh letih ga je oče vzel s sabo na krošnjarsko pot po Gornjem Koroškem in Gornjem Štajerskem. Leta 1898 je z odliko končal klasično gimnazijo. V tem času se je preživljal z inštrukcijami in literarnim delom. Po maturi se je vpisal na študij medicine na Dunaj, a se je po treh mesecih prepisal na slavistiko in klasično filologijo. Zaradi dobrega znanja ruščine in poznavanja ruske književnosti je kmalu postal knjižničar in varovanec Vatroslava Jagića. Leta 1902 je doktoriral. V Zagrebu je zbral literaturo o ilirizmu in leto kasneje odšel kot štipendist v Rusijo, kjer se je posvečal predvsem novejši ruski literarni zgodovini. Po krajši vrnitvi domov ga je želja po znanju spet gnala v svet: v Moskvo, Helsinke, Varšavo, Berlin, Dresden, Prago in Pariz. Leta 1905 je dobil službo v dunajski Dvorni knjižnici in ob tem učil ruščino na orientalski in eksportni akademiji. Leta 1919 se je zaposlil na novoustanovljeni ljubljanski univerzi kot redni profesor zgodovine novejšega slovenskega slovstva in zgodovine slovanskih literatur, predaval pa je tudi o slovenski kulturni in politični zgodovini druge polovice 19. stoletja.  V začetku 20. let je bil tudi med ustanovitelji Znanstvenega društva za humanistične vede v Ljubljani (predhodnika kasnejšega filozofsko-filološko-historičnega razreda SAZU). Upiral se je centralistični politiki slovenske liberalne stranke, zaradi česar so ga številni njegovi nekdanji somišljeniki obsojali. Po sinovi smrti leta 1932 se je zelo zaprl vase in veliko časa preživel v počitniški hiši v Polhovem Gradcu. Prijatelj je bil v študijskih letih 1920/1921 in 1932/1933 dekan Filozofske fakultete v Ljubljani. Bil je tudi redni član Znanstvenega društva za humanistične vede v Ljubljani (predhodnik filozofsko-filološko-historičnega razreda SAZU). Pred stavbo NUK so mu že leta 1942 postavili doprsni kip (avtor France Gorše), kot prvemu iz serije štirih kipov ustanoviteljem ljubljanske slavistike.

## Področja raziskovanja
Ivan Prijatelj je proučeval zlasti novejše slovensko kulturno in politično življenje. Pisal je eseje in monografije o ruskih in slovenskih avtorjih (npr. Kersnik, Murn). Z vidika literarne vede je pomemben zaradi svoje prve celovite zasnove literarne znanosti na Slovenskem.
Leta 1919 je imel nastopno predavanje na ljubljanski univerzi z naslovom Literarna zgodovina (prvič natisnjeno leta 1952 v prvi knjigi Prijateljevega izbranega dela Eseji). V njem je omejil pojem književnosti: »Literatura je poslednji izraz duševnosti kakega naroda na najvišji stopnji njegovega razvitka, na kateri prihaja narod do popolne svoje samozavesti v osebah svojih izbrancev – leposlovnih umetnikov. Njeni umotvori niso več slučajni pojavi, ampak se vrste v organični, živi, razvojni zvezi, ki jo tvorijo med sabo proizvod, avtor in njega narod. Na to stopnjo slovstva uvrščamo predvsem in v prvi vrsti leposlovne umetnike, ki kot osebnosti, došle do svoje narodne samozavesti, trajno žive, gibljejo in zanimajo družbo.« (Str. 6.) Književnost je torej po njegovem mnenju nasledek najvišje kulturne zavesti nekega naroda in psihološko dejstvo.
Uvedel je razločevanje med tremi pojmi: 
- slovstvo (slovo = beseda – rus.) – vse, kar je izraženo z besedo,
- književnost – tisti del slovstva, ki je zapisan,
- literatura – umetnost, leposlovje (ne samo umetniška dela, ampak tudi stilistično izvrstni teksti, ki učinkujejo s svojim stilom).

Pri tem se je oprl na Belinskega, ki govori o slovesnosti, pismenosti in književnosti.
Prijateljevo razumevanje literature je dvojno: 
- ožje: dela z estetsko dimenzijo v ospredju (visoka literatura),
- širše: poleg visoke literature še trivialna, zgodovinska dela, eseji, naravoslovni spisi, politični govori, priročniki, reklamna besedila ipd.

## Dela
- Klasje z domačega polja. Zbirka najboljših del slovenskih pisateljev, 1866 (COBISS)
- Drama Prešernovega duševnega življenja, 9. sept. 1905 (predavanje)  (COBISS)
- Bleiweis in drugi - pred policijo, 1909 (COBISS)
- Slovenačka književnost. S predgovorom Pavla Popovića, 1920 (COBISS)
- Predhodniki in idejni utemeljitelji ruskega realizma, 1921 (COBISS)
- Slovensko, slovansko in južnoslovansko vprašanje pri Slovencih na prelomu 60-ih in 70-let, 1927 (COBISS)
- Uvod v zgodovino kritike, 1928 (COBISS)
- Duševni profili slovenskih preporoditeljev, 1935 (COBISS)
- Borba za individualnost slovenskega književnega jezika v letih 1848–1857, 1937 (COBISS)
- Kulturna in politična zgodovina Slovencev od 1848 do 1895, 1938–1940 (COBISS)
- Izbrani eseji in razprave Ivana Prijatelja, ur. Anton Slodnjak, 1952–1953 (COBISS)
- Izbrano delo, ur. Franc Zadravec, 1976 (COBISS)

## Dela o Prijatelju
- Barbarič, Štefan (ur.), Prijateljev zbornik: ob stoletnici rojstva. Ljubljana: Slovenska matica, 1975 (COBISS)
- Paternu, Boris, Prijateljeva zasnova moderne literarne zgodovine (ob njenem jubileju) 1919–1989. Slavistična revija, let. 38, 3 (1990), str. 191–207. (COBISS)
- Zadravec, Franc, Ivan Prijatelj in ruska literatura. Slavistična revija, letn. 53, št. 3 (jul.–sep. 2005), str. [363]–377. (COBISS)

## Prevodi
- Jevgenij Onjegin (COBISS)